# Jonathan Gilling
Jonathan Gilling (Hørsholm, 29 giugno 1991) è un ex cestista danese.